# Москвич, Сергей Николаевич
Сергей Николаевич Москвич (род. 20 сентября 1958, Добруш, Белорусская ССР, СССР) — русский писатель, журналист, автор документальных фильмов и программ.

## Биография
Родился в семье инженера, участника ВОВ Николая Васильевича Москвича и преподавателя немецкого и английского языков Екатерины Ефимовны Москвич.
Все детство и юность Сергея прошла в заполярном городе Салехарде, где в 1975 году он окончил 2-ю городскую среднюю школу. Затем учёба в Новосибирском институте связи с 1975 по 1980 год. Работал некоторое время по специальности инженер связи. В 1984 году переехал с семьей в Краснодарский край, город Армавир. В этот период начал писать первые песни и стихи, которые исполнял в приморских городах по ресторанам и открытым площадкам. В это же время решил порвать с работой по специальности и заняться творчеством. Перепробовал массу профессий от кровельщика и строителя до копателя могил и траншей для кабелей.
В 1988 году поехал спасателем на землетрясение в Армении откуда переслал серию репортажей и они были опубликованы в журнале «Гласность». Сразу за этим получил приглашение от главного редактора и владельца журнала Сергея Григорянца на позицию пишущего корреспондента. До 1991 года ездил по заданию редакции по горячим точкам на территории СССР и за его пределами. В том же году организовал информагентство «Восточные новости» при активной поддержке корреспондента ТФ-1 Улисса Госсе (Ulysse Gosset). В это время Сергей занимался производством репортажей для различных телекомпаний мира.
В качестве режиссёра и продюсера им были также реализованы проекты документальных фильмов Deserter, Star Wars — the next generation (недоступная ссылка), Prison ring, Silver Moon, Katusha и другие в совместном производстве с телекомпаниями BBC, ORF, ARD, NHK, ABC и т. д. Успешно сотрудничал в качестве сценариста и режиссёра со студией РОСТ медиахолдинга ВГТРК. В августе 1995 года Сергей переехал в Канаду, где готовил репортажи для телеканала РТР.
С 1996 года работал ведущим программ на канадском радио (Radio Canada Int.) В 1998 году вместе с выдающимся общественным деятелем Квебека Джонсом Эмметом (Father Johns Emmett) Сергей и его супруга Ирина организовывают детский центр Les petits sportifs (недоступная ссылка) где он работал воспитателем и аниматором в течение семи лет. В начале 2012 года Сергей вернулся в Россию.
В 2013 году был приглашен на студию Киноатис в качестве сценариста фильма «Белка и Стрелка — лунные приключения». В феврале 2014 года фильм вышел на экраны. В этом же году выходят в свет две книги Сергея Москвича: «Белка и Стрелка на Луне» и «Шишкин и Пушкин».
Семья — жена: Ирина Константиновна, дочь: Екатерина, сын: Андрей